# Dwa dni w raju
Dwa dni w raju – polska czarno-biała komedia omyłek z 1936 roku w reżyserii Leona Trystana.
Film nie zachował się do dnia dzisiejszego.

## Obsada
- Eugeniusz Bodo
- Helena Grossówna – hrabianka
- Antoni Fertner – nowobogacki szef firmy Boczek
- Władysław Grabowski
- Stanisław Sielański – inkasent
- Józef Orwid
- Janina Krzymuska
- Roman Dereń
- Józef Zejdowski